# Hanyang Universiteit
De Hanyang Universiteit (Koreaans: 한양대학교) is een private onderzoeksuniversiteit. De universiteit werd opgericht in 1939 als ingenieursinsstituut. De hoofdcampus is gevestigd in Seoel, Zuid-Korea en een kleinere campus is gevestigd in het noordwesten van Zuid-Korea, in de stad Ansan.
In de QS World University Rankings van 2020 staat de Hanyang Universiteit wereldwijd op een 150ste plaats, waarmee het de 7e Zuid-Koreaanse universiteit op de ranglijst is.